# Royal Jordanian
Royal Jordanian Airlines (IATA kód: RJ, ICAO kód: RJA) jsou národními aerolinkami Jordánska se sídlem v hlavním městě Ammánu. Jako svou hlavní základnu využívají ammánské mezinárodní letiště královny Aliy a provozují mezinárodní, charterové i cargo lety do zemí na 4 kontinentech.
Společnost je členem Organizace arabských leteckých dopravců (AACO) a v roce 2007 se připojila k alianci Oneworld.

## Historie
Letecká společnost byla založena 9. prosince 1963 dekretem jordánského krále Husajna I. a svou činnost zahájila o šest dní později. Původní název společnosti, Alia Airlines, byl zvolen na počest královy třetí manželky, královny Aliy. Společnost založili soukromí podnikatelé s vlastním kapitálem, později byla odkoupena jordánskou vládou, která poskytla značné finanční prostředky pro její expanzi.
Společnost začala provozovat své první lety s několika málo letadly (dva Handley Page Dart Herald a jeden Douglas DC-7) na mezinárodních trasách do Kuvajtu, Bejrútu a Káhiry. V roce 1964 přibyl do seznamu letadel další DC-7 a novou destinací se stala Džidda. O rok později vznikla první evropská pravidelná linka do Říma. V roce 1967 musela společnost z důvodů Šestidenní války zastavit veškerý svůj letecký provoz, především kvůli zničení obou DC-7 izraelskou armádou. Tato letadla byla po válce nahrazena novými nizozemskými letouny Fokker F-27. V roce 1968 začaly aerolinky létat do Nikósie, Benghází, Dahránu a Dauhá. V roce 1969 vzniklo několik evropských a asijských linek (vč. Mnichova, Teheránu a Istanbulu).
V roce 1970 společnost do své flotily koupila první proudové letouny (Boeing 707, Boeing 727 a také Boeing 747, přezdívaný "Jumbo Jet"). Seznam letů se tak rozšířil o další destinace v Evropě, Asii a Africe. V roce 1975 se Alia Airlines zapsaly do historie tím, že zaměstnaly první arabskou pilotku (ženu). V roce 1979 se společnost stala zakládajícím členem Organizace arabských leteckých dopravců.
V osmdesátých letech byl zaveden autorizovaný prodej letenek, rozšířil se seznam destinací a společnost byla přejmenována na současný název. V devadesátých letech vznikl nový rezervační systém a Royal Jordanian začaly jako první společnost létat do nově otevřeného letiště v Gaze. Aerolinky začaly spolupracovat s TWA a také založila svou dceřinou společnost Royal Wings, která poskytovala vnitrostátní lety. V říjnu 1998 začal v Royal Jordanian probíhat proces privatizace.
V říjnu 2005 podepsala společnost smlouvu o koupi dvou letounů Q400 od SASu.
17. října 2005 se Royal Jordanian staly členem Oneworld a byly první společností na Středním Východě, která do aliance vstoupila.

## Destinace
Royal Jordanian létají pravidelně do více než 50 světových destinací, včetně několika dálkových, jako např. New York, Montréal nebo Hongkong.

## Flotila
V červnu 2010 byl průměrný věk flotily 8,8 let.
Pro cargo přepravu Royal Jordanian používají dva letouny Airbus A310-F (nosnost 35, 5 tuny) a jeden Boeing 737-200F (14, 5 tuny, používaný společností Transworld Aviation).